# Westminster School

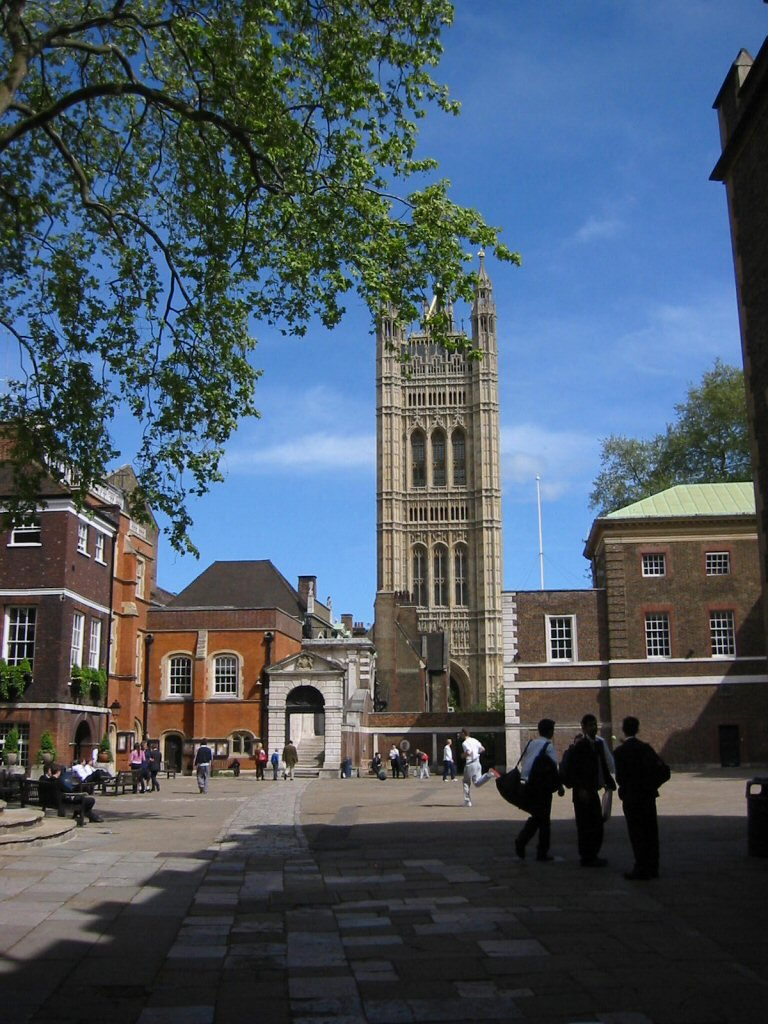
La Westminster School de Londres

Le Royal College of St. Peter at Westminster (plus connu sous le nom de Westminster School) est l'une des plus fameuses public schools britanniques pour garçons (école privée), et le meilleur pour les résultats du « A-Level ». Elle se situe à proximité de l'abbaye de Westminster au centre de Londres, son histoire remonte au-delà du XIIe siècle. Son directeur depuis 2022 est Gary Savage, elle compte actuellement 742 garçons et filles, dont le tiers est pensionnaire. Les garçons y sont admis dès l'âge de 13 ans, les filles seulement à partir de 16 ans.
Les frais d'inscription s'élèvent à 40 000 livres sterling (plus de 46 000 euros) l’année, ce qui en fait un établissement réservé aux élèves issus de milieux sociaux très favorisés.

## Quelques anciens élèves
- Ben Jonson (1573-1637), poète et dramaturge.
- George Herbert (poète) (1593-1633), poète et orateur.
- John Dryden (1631-1700), poète et dramaturge.
- John Locke (1632-1704), philosophe
- Sir Christopher Wren (1632-1723), architecte et scientifique, cofondateur de la Royal Society.
- Robert Hooke (1635-1703), scientifique.
- Henry Purcell (1659-1695), compositeur.
- Thomas Gage (1719-1787) commandant en chef des forces britanniques en Amérique.
- William Cowper (1731-1800), poète.
- Edward Gibbon (1737-1794), historien.
- Jeremy Bentham (1748-1832), avocat et philosophe.
- Francis Burdett (1770-1844) homme politique radical
- George Cavendish-Bentinck (1821-1891) homme politique conservateur.
- George Alfred Henty (1832-1902), écrivain.
- Sir Adrian Boult (1889-1983), chef d'orchestre.
- Harold Philby (1912-1988), espion au service de l'Union Soviétique
- Sir John Gielgud (1904-2000), acteur.
- Norman Parkinson (1913-1990), photographe.
- Hugh Gough (1916-1997), facteur d'instruments de musique.
- Sir Andrew Huxley (né en 1917), Prix Nobel de physiologie ou médecine en 1963.
- Sir Peter Ustinov (1921-2004), acteur et écrivain.
- Peter Brook (né 1925, LL 1937-1938), metteur en scène, acteur, réalisateur et scénariste.
- Andrew Lloyd Webber (né 1948, QS 1960-1965), compositeur.
- Martin Amis (né 1949), nouvelliste.
- Shane MacGowan (né 1957, AHH 1972-1973), musicien.
- Jason Kouchak (né 1967), musicien et compositeur.
- Helena Bonham Carter (née 1966, LL 1982-84), actrice.
- Michael Holbrook Penniman (Mika), chanteur pop anglo-libanais.
- Christian Coulson acteur